# Vučinići (Vrbovsko)
Pour les articles homonymes, voir Vučinići.
Vučinići est une localité de Croatie située dans la municipalité de Vrbovsko, comitat de Primorje-Gorski Kotar. En 2001, la localité comptait 77 habitants.

## Démographie
| 1948 | 1953 | 1961 | 1971 | 1981 | 1991 | 2001 |
| ---- | ---- | ---- | ---- | ---- | ---- | ---- |
| 168  | 135  | 155  | 109  | 87   | 80   | 77   |